# Tridymite
La tridymite est un minéral de la famille des tectosilicates et l'un des polymorphes de la silice (avec le quartz, la coésite, la cristobalite et la stishovite), de formule SiO2 mais pouvant contenir des traces de titane, d'aluminium, de fer, de manganèse, de magnésium, de calcium, de sodium, de potassium et d'eau. 
Un mélange microcristallin de cristobalite et de tridymite est une variété d’opale, la lussatite.

## Historique de la description et appellations

### Inventeur et étymologie
La tridymite a été décrite par Gerhard vom Rath (1830 - 1888) en 1868. Son nom dérive du grec τρι̉δυμο, tridymos (« triplet »), par allusion à sa macle fréquente à trois individus.

### Topotype
Cerro San Cristóbal, Mun. de Pachuca, Hidalgo, Mexique. C'est également le gisement type pour la cristobalite.

### Synonymie
Il existe trois synonymes pour la tridymite :
- asmanite, (Story Markeline, 1887). Découverte dans la météorite de Breitenbach[5] ;
- alpha-tridymite ;
- christensenite (Barth & Kvalheim, 1944). Minéral décrit à partir de laves islandaises, déclassé dès 1962[6].

## Cristallographie

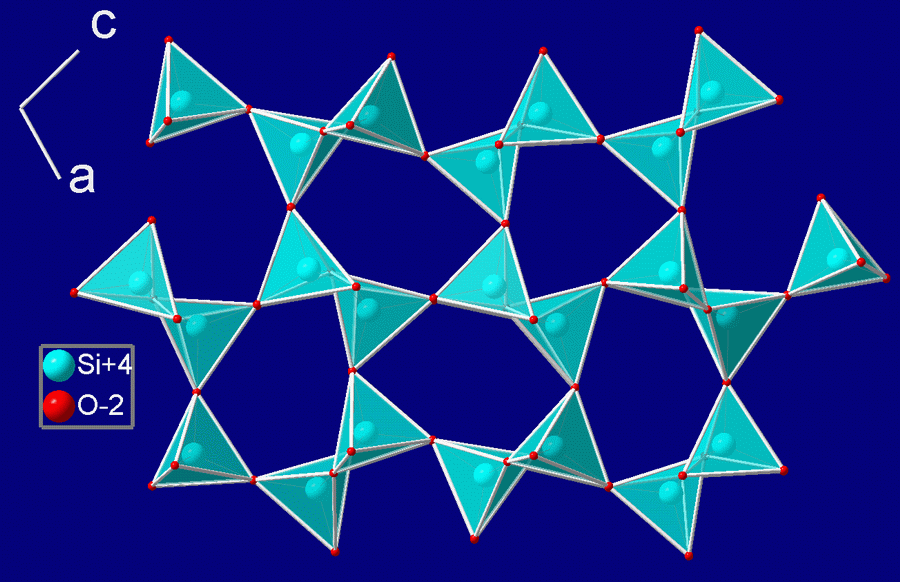
Structure de la tridymite

Il s'agit de la phase hexagonale de la silice, stable à température intermédiaire entre le quartz et la cristobalite. La tridymite contient 4 atomes de silicium et 8 atomes d'oxygène par maille, dont les dimensions sont a = 5,04 Å et c = 8,24 Å.
Sa structure est constituée de couches de tétraèdres orientés alternativement dans les deux sens de l'axe sénaire (axe cristallographie c). Chaque couche est reliée à deux autres couches, supérieure et inférieure, pour former une structure tridimensionnelle. Dans la structure on peut reconnaître des canaux formés par des hexagones de tétraèdres, plus ou moins déformés.
La transition tridymite → quartz est reconstructive : un refroidissement rapide peut empêcher cette transition et la tridymite se retrouve alors dans une région métastable. La structure de la tridymite est plus ouverte que celle du quartz et la densité passe de 2,65 à 2,26 g/cm3 seulement.

## Gîtes et gisements

### Gîtologie et minéraux associés
La tridymite est un minéral des roches volcaniques acides (rhyolites, obsidiennes, …). Elle s'y associe souvent à la sanidine et à la cristobalite.

### Lieux de présence

#### Gisements producteurs de specimens remarquables sur Terre
En France :
- Puy de Menoyre, Menet, Cantal, Auvergne[7].

Dans le monde :
- Monte Somma - Vesuve, Province de Naples, Campanie, Italie[8].

#### Roches extraterrestres
Elle est présente dans les roches lunaires ainsi que dans des météorites. En juin 2015, le rover Curiosity  en découvre sur Mars, dans l'échantillon Buckskin, au fond du lac asséché du cratère Gale,,,.

## Galerie

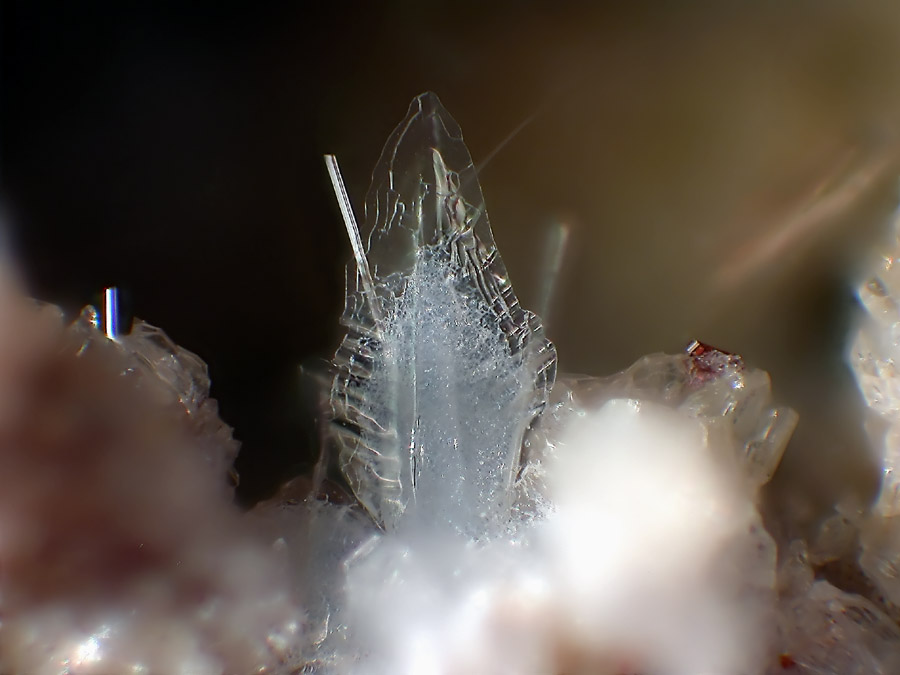
Tridymite avec rutile - Ochtendung, Eifel, Allemagne
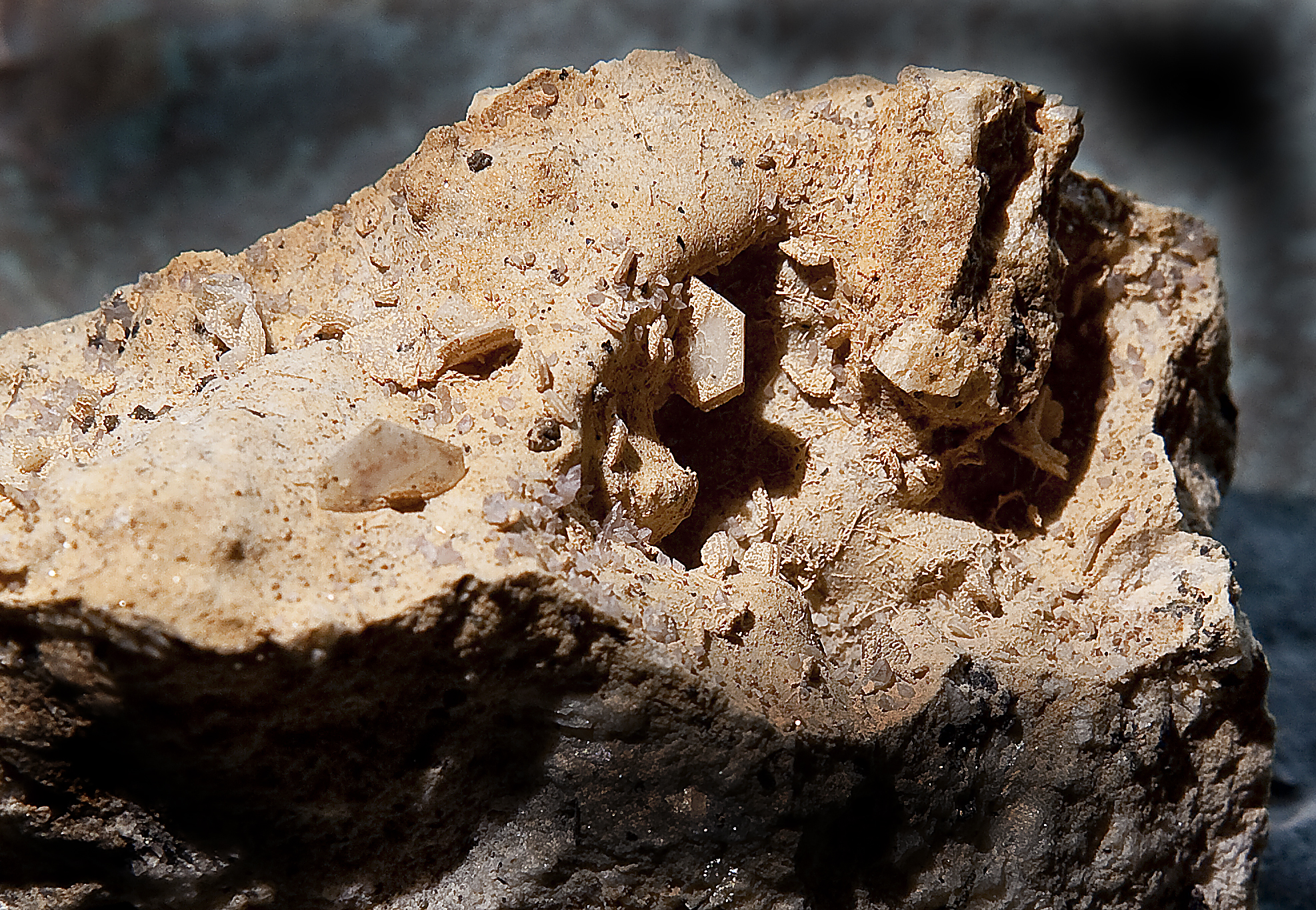
San Pietro Montana, Padoue, Italie (XX 6mm)
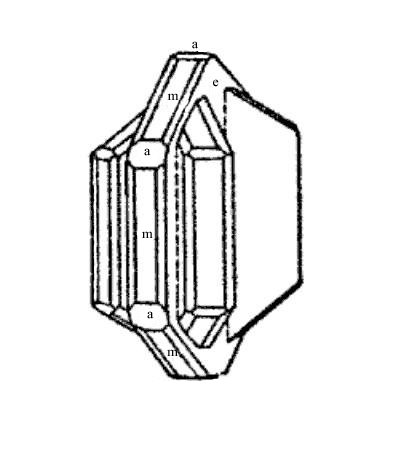
Cristaux maclés de trydimite